# Dywizja Piechoty Woldenberg
Dywizja Piechoty Woldenberg (niem. Infanterie-Division Woldenberg) – była niemiecką dywizją powstałą w styczniu 1945 na Pomorzu. Sformowana została 20 stycznia z żołnierzy armijnej szkoły artylerii przeciwlotniczej w Greifswald. Osiem dni później została rozwiązana, a żołnierzy odesłano do innych jednostek. Jednostką dowodził przez cały okres jej istnienia Gerhard Kegler.